# Gromada Brzyszów
Gromada Brzyszów war eine Verwaltungseinheit in der Volksrepublik Polen zwischen 1954 und 1958. Verwaltet wurde die Gromada vom Gromadzka Rada Narodowa, dessen Sitz sich in Brzyszów befand und der aus 11 Mitgliedern bestand.

Die Gromada Brzyszów gehörte zum Powiat Częstochowski in der Woiwodschaft Katowice (damals Stalinogród) und bestand aus den ehemaligen Gromadas Brzyszów, Małusy Małe, Siedlec und Srocko dem Dorf Gąszczyk der aufgelösten Gmina Mstów sowie den Forststücken 9–12 und 16–19 des Forstamtes Olsztyn.

Zum 31. Dezember 1959 wurden die Dörfer Małusy Wielkie mit dem Weiler Pustkowie der aufgelösten Gromada Zawada in die Gromada Brzyszów eingegliedert.

Am 31. Dezember 1961 wurde die Gromada Brzyszów aufgelöst und in die Gromada Mstów eingegliedert.